# HD 181655
HD 181655，又名BD+37 3417，SAO 68144、HR 7345，是一颗恒星，视星等为6.31，位于銀經69.45，銀緯10.93，其B1900.0坐标为赤經19h 16m 7.8s，赤緯+37° 10.93′ 0″。